# Pszichohistória (fikció)

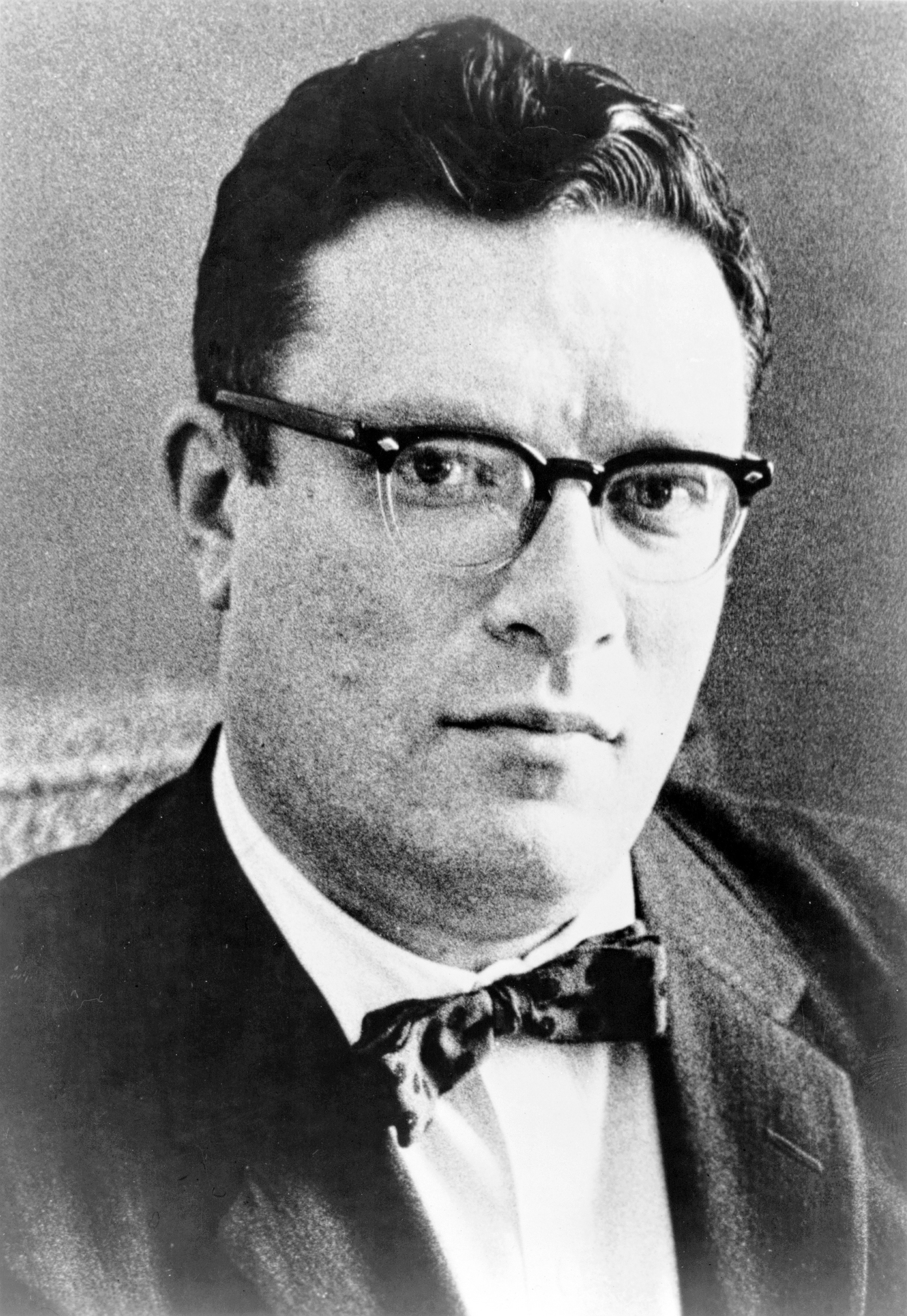
Isaac Asimov

A pszichohistória Isaac Asimov által kitalált matematikai tudományág, amellyel az emberi társadalom működését, folyamatait lehetséges szimulálni, nagy valószínűséggel előre ki lehet számítani a tömeges emberi reakciókat, és ennek alapján a jövő alakulását. A pszichohistória tudománya képezi az Alapítvány-trilógia első két kötetének (Alapítvány és Alapítvány és Birodalom) alapmotívumát. 
Asimov regénye szerint az emberi társadalom felépítése az atomok részecskéinek mozgásához hasonló, a nagy tömegek spontán viselkedésének eredője statisztikailag kiszámítható, az egyetlen egyediséget, kiszámíthatatlanságot maga az emberi egyén, az egyedi emberi értelem jelenti. A nagy embertömegeket egymaga, egy irányban befolyásolni képes mutáns vezéregyéniség (Asimov regényében az Öszvér) megjelenése eltéríti a klasszikus pszichohistória által kiszámított jövőt, amelyet a Második Alapítvány pszichológusai állítanak vissza.  

## Elsődleges Radiáns
A pszichohistória kutatásához használt, időközben kifejlesztett műszaki eszköz. Kívülről fekete kocka, ami egy kézben elfér.
Bekapcsolva a térben hologramszerűen megjeleníti a pszichohistória egyenleteit és a közöttük lévő kapcsolatokat. Tovább nagyítva az egyenletek olvashatóvá válnak.

## Mesterséges intelligencia
Kezdetben az elmélet csak egyenletekből áll, amit a pszichohistória kidolgozásával foglalkozó matematikusok (eleinte csak maga Hari Seldon, akihez később Jugo Amaryl is csatlakozott) alkotnak meg és folyamatosan finomítanak. Jóval később szóba kerül, hogy az újabb összefüggéseket és egyenleteket már mesterséges intelligencia hozza létre, a tudósok ez utóbbit programozzák.